# Rocío García Martínez
Rocío del Alba García Martínez (Villa del Prado, 29 d'agost de 1997) és una ciclista espanyola. Va començar a destacar al 2014 aconseguint diversos triomfs en categoria júnior obtenint el Campionat d'Espanya de Ciclisme de Muntanya Júnior, el 2n lloc en la Copa d'Espanya Júnior i el 3r en el Campionat d'Espanya en Ruta Júnior. Aquests resultats no van passar desapercebuts per a l'estructura de la Societat Esportiva Ugeraga i la van fitxar pel Sopela, filial del Lointek, qui va incorporar-la al seu equip un any després.

## Biografia

### De l'anonimat a estrella estatal
A causa dels seus bons resultats en categoria júnior va ser seleccionada per disputar el Campionat Mundial Júnior en Ruta 2014 on va ser 44a.
Malgrat la seva jove edat a principis del 2015, va sorprendre en el Campionat d'Espanya de Ciclocrós en la qual encara que la seva categoria sortís 1 minut després de les "elit i sub-23" (sense limitació d'edat) va arribar a meta 4a global a tan sols 2 min 20 s de la guanyadora Rocío Gamonal. Aquesta actuació no va passar desapercebuda per al seleccionador nacional i la va seleccionar per al Campionat del Món de Ciclocrós 2015 en la qual, a causa que no hi havia categoria inferiors per a corredores femenines, va córrer amb les "elits". Sense punts UCI va haver de sortir en l'última línia però ràpidament es va situar entre les 15 primeres (la millor posició d'una ciclista espanyola en aquests campionats és la 17a); no obstant això, finalment a causa de problemes mecànics en l'última volta va retrocedir fins a la 22.ª. Els mitjans especialitzats locals es van fer ressò d'aquest destacat fet a causa de les seves circumstàncies (en edat júnior, última de la graella i sense experiència en competicions internacionals).
La seva progressió també va cridar l'atenció per al seleccionador d'Espanya de ciclisme en ruta i va ser seleccionada per participar en l'Emakumeen Euskal Bira 2015 amb tan sols 17 anys. La més veterana d'aquesta selecció va ser Leire Olaberria (38 anys) més del doble en edat que Rocío. Si bé és cert que les corredores espanyoles destacades van disputar aquesta prova amb els seus equips comercials professionals per això la selecció, va estar composta en la seva majoria per corredores amateurs (excepte Anna Sanchís, ja que el seu equip no va ser convidat). La seva actuació va ser molt similar a la seva primera cursa internacional de ciclocrós ja que en aquesta, la seva primera cursa internacional en ruta, va ser 25ª a tan sols 8 segons del maillot blanc de les joves menors de 21 anys. A més a més, va ser la tercera millor espanyola de la classificació per darrere d'Anna Sanchís (Selecció espanyola) (13ª) i Cristina Martínez (Lointek) (23ª) amb la qui va tenir un disputat duel pel maillot de les joves fins a l'última jornada.
El seu debut professional ho va fer amb 18 anys en el Lointek i malgrat una discreta temporada, va aconseguir fer-se amb el tercer lloc en el Campionat d'Espanya en Ruta Sots-23. A més a més, va ser seleccionada per disputar el Giro d'Itàlia Femení sent la tercera més jove d'aquesta edició.

### Reorientació dels seus objectius
A causa de la seva temporada irregular plena d'altes exigències, va estar a punt de retirar-se temporalment com també ho van fer altres ciclistes espanyols prometedores com María Calderón i Salomé Mazuela. No obstant això, va contactar amb Carlos Coloma per integrar-se en la seva estructura de ciclisme de muntanya a la recerca d'altres reptes i exigències diferents.

## Palmarès
- 2015 Campiona d'Espanya júnior en les tres disciplines: ciclocrós, mountain bike i carretera.
- 2017 Campionat d'Espanya de Ciclisme de Muntanya Sots-23.
- 2018 Medalla de bronze en el Campionat d'Europa XCO categoria Sots-23.
- 2018 Campiona d'Espanya XCO Sots-23.
- 2019 Campiona d'Espanya XCO Sots-23
- 2020 Campiona d'Espanya de XCO Elit.
- 2021 Campiona d'Espanya de XCO Elit.

## Resultats en Grans Voltes i Campionats del Món
Durant la seva carrera esportiva, ha aconseguit els següents llocs en les Grans Voltes femenines, en els Campionats del Món en carretera i ciclocrós:
| Cursa                | 2015 | 2016 |
| -------------------- | ---- | ---- |
| Giro d'Itàlia        | -    | 59.ª |
| Tour de l'Aude       | X    | X    |
| Gran Boucle          | X    | X    |
| Mundial en Ruta      | -    | -    |
| Mundial de Ciclocrós | 22.ª | -    |

-: no participa
X: edicions no celebrades

## Equips
- Lointek (2016)
- Primaflor Mondraker Rotor (2017 i 2018)
- BH Tempero Cafès (2019-actualitat)